# Tomasz Jodłowiec
Tomasz Jodłowiec (* 8. September 1985 in Żywiec, Woiwodschaft Bielsko-Biała) ist ein polnischer Fußballspieler.

## Karriere

### Vereinskarriere
Jodłowiec begann seine Profi-Karriere 2004 bei Widzew Łódź, wo er jedoch nur bis zur Winterpause verweilte und im Winter zu Stal Głowno wechselte.
Auch dort hielt es ihn nicht lang und so wechselte er im Sommer zu LKS Łódź, ehe er dort in der Winterpause für ein halbes Jahr an Podbeskidzie Bielsko-Biała ausgeliehen wurde. Nach starken Auftritten wurde Groclin Grodzisk auf ihn aufmerksam und verpflichtete ihn für zwei Jahre. Nach der Fusion des Vereins mit Polonia Warschau im Jahre 2008 blieb Jodłowiec dem Verein erhalten und lief so für die Hauptstädter auf. Sein Vertrag band ihn bis zum 31. Dezember 2012 an den Verein. Jedoch wechselte Tomasz Jodłowiec zur Saison 2012/13 zum aktuellen polnischen Meister Śląsk Wrocław, wo er einen Zweijahresvertrag unterschrieb.
Nach knapp nur einem halben Jahr und 15 Einsätzen für Śląsk Wrocław, in denen er drei Tore erzielte, wechselte Jodłowiec im Februar 2013 zum Ligakonkurrenten Legia Warschau, wo er einen Dreijahresvertrag unterschrieb. In der Winterpause 2017/18 der Ekstraklasa wurde Jodłowiec an Piast Gliwice verliehen. 1½ Jahre später unterschrieb er dort fest.

### Nationalmannschaft
Nach der Europameisterschaft 2008 kam Jodłowiec neu in den polnischen Nationalkader und gab gleich bei seiner ersten Nominierung am 11. Oktober 2008 mit einem Kurzeinsatz im WM-Qualifikationsspiel gegen Tschechien sein Debüt im Nationaltrikot. Seine erste Partie von Beginn an bestritt Jodłowiec am 14. Dezember 2008 im Testspiel gegen Serbien. In den folgenden Jahren kam er aber nur noch in Freundschaftsspielen zum Einsatz, auch weil sich Polen als Mitgastgeber nicht für die Europameisterschaft 2012 qualifizieren musste. Er stand aber bei der Heim-EM auch nicht im Aufgebot.
Erst am 11. Oktober 2014 kam er gegen Deutschland in der Qualifikation zur Fußball-Europameisterschaft 2016 zu seinem zweiten Pflichtspiel. Fünf weitere Qualifikationsspiele bestritt er und stand danach erstmals in einem EM-Aufgebot Polens. Viermal kam er als Einwechselspieler in der Schlussphase bzw. in der Verlängerung zum Einsatz. Nur einmal, im letzten Gruppenspiel gegen die Ukraine, stand er in der Startaufstellung. Das Team erreichte das Viertelfinale, wo es im Elfmeterschießen ausschied.

## Erfolge
- Polnischer Pokalsieger (2007, 2013, 2015, 2016 und 2018)
- Polnischer Ligapokalsieger (2007 und 2008)
- Polnischer Supercupsieger (2012)
- Polnischer Meister (2013, 2014, 2016, 2017, 2018, 2019 und 2020)